# Antônio Pinto Nogueira Acioly

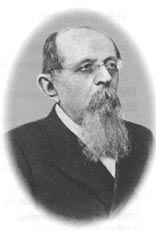

Antônio Pinto Nogueira Accioly (Icó, 11 de outubro de 1840 — Rio de Janeiro, 14 de abril de 1921) foi um político brasileiro, presidente e um dos mais influentes políticos do Ceará durante a República Velha. O oligarca governou o Ceará entre 1896 e 1912 com apoio do governo federal. Foi também maçom pertencente a loja Fraternidade Cearense.

## Nascimento, origens familiares
Filho do casal de primos portugueses José Pinto Nogueira, natural de Silvares (concelho de Lousada, Portugal) e Antônia Pinto (o sobrenome Accioli era de sua avó materna), era casado com Maria Teresa de Sousa, filha de Tomás Pompeu de Sousa Brasil, o Senador Pompeu, que era um sacerdote católico, e de sua common-law wife, esposa consuetudinária, Felismina Carolina Filgueiras.
Os pais, aparentados em Portugal, eram proprietários rurais em Icó (Ceará). O avô materno era português, José Pinto Coelho, natural de Silvares como o genro; fora o terceiro marido de Josefa Rosa Leonarda Accioly, batizada em Icó em 1758. Era Rosa Leonarda filha do cel. João Bento da Silva e Oliveira e de Jacinta Alexandrina de Moura Accioly, e por esta Jacinta, neta de Rosa Maria Pereira de Moura (filha de Filipe de Moura Achioli, alcaide-mor de Olinda e da prima D. Margarida Achioli) e de seu primo, o madeirense Jacinto de Freitas Achioli de Albuquerque.

## Formação, início da carreira política

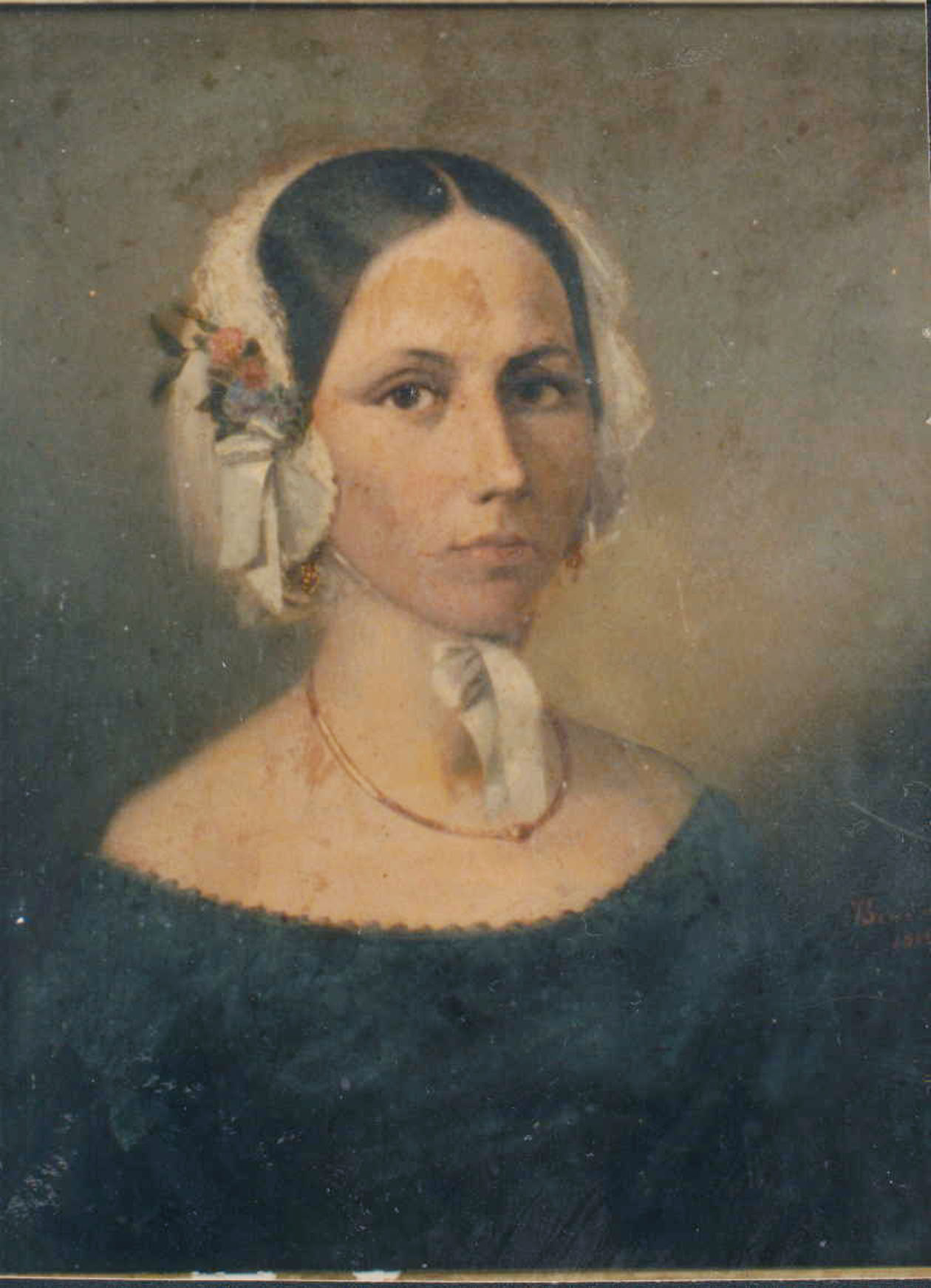
D. Felismina Filgueiras, matriarca da família Souza Brasil, e sogra de Nogueira Accioly.

Formou-se em direito pelo Faculdade de Direito do Recife, em 1864, quando acrescentou o Accioly da avó materna a seu nome. 
Nogueira Accioly - preferia escrever o nome com y - deveu ao sogro, o senador Pompeu, sua ascensão política. Em maio de 1889, foi eleito para a lista tríplice ao Senado do Império, sendo o segundo mais votado, ficando atrás do candidato do Partido Conservador (Barão de Ibiapaba). No entanto, o Imperador optou por um nome do Partido Liberal em razão da crise no Governo, sendo escolhido Antônio Pinto Nogueira Accioly.Sucede, ao fim do império, ao sogro na cadeira senatória, mas não chega a tomar posse devido à proclamação da república. 
Sua grande oportunidade política se deu quando Bezerril Fontenelle assumiu o governo no quadriênio de 1892 a 1896, pois passou a ser vice-presidente do estado. Quando da sucessão de Bezerril Fontenele, este indicou Accioli para substituí-lo. Bezerril havia ganhado algum prestígio durante o seu governo, sendo Accioly eleito presidente do Ceará no quadriênio de 1896 a 1900.

## Primeiro governo Accioly
Frustrando todas as expectativas do povo cearense, Accioly utiliza-se do poder para desenvolver a sua oligarquia. Tinha todo o apoio do governo federal e estadual, para os quais era considerado um homem honrado e íntegro. Assim manipulou a política de forma que favorecesse familiares e correligionários. Accioly não deu prioridade a setores responsáveis pelo desenvolvimento do estado. Preferiu voltar-se para a construção de obras onde pudesse tirar vantagem pessoal. Como exemplo podemos citar a construção de cinco pontes sobre o rio Pacotí, encomendadas à França através da Casa Boris Fréres. O dinheiro das pontes apareceu nas contas do Estado, mas as pontes nunca foram construídas. Não podemos esquecer de dizer que Boris era correligionário de Accioly.
Durante a seca que assolou o estado em 1898 e 1900 a oligarquia acciolina fez vistas grossas ao sofrimento sertanejo. Além da fome, ocorreu no estado uma epidemia de varíola. Rodolfo Teófilo, opositor de Accioli, fabricava vacina contra a varíola, saia conscientizando o povo e aplicando-a em quem permitisse. O grupo acciolino perseguiu a Teófilo, alegando que ele assim agia para desmoralizar o governo.
Terminando o seu quadriênio, Accioly foi substituído por Dr. Pedro Borges que a princípio quis voltar-se contra seu antecessor, mas acabou fazendo um acordo com ele. Acordo este que beneficiou a ambos. Borges governou o Ceará até 1904, com grande influência de Accioly. Durante o governo de Borges foi criada a Academia Livre de Direito do Ceará, feita com um único propósito: beneficiar os filhos de Accioly.

## Segundo governo Accioly
A oposição continuou a sua luta para chegar ao poder. Mas ainda não foi dessa vez. Em 1908 Accioly é eleito novamente presidente do Ceará, do ano de 1908 a 1912 quando foi deposto. Muitos movimentos surgiram para derrubar Accioly do poder. O mais importante deles foi a Passeata das Crianças. Liderada por mulheres cearenses, cerca de seiscentas crianças, todas vestidas de branco, com laços verdes-amarelos e ostentando no pescoço um medalhão do coronel Marcos Franco Rabelo, desfilaram pelas ruas de Fortaleza, cantando e sendo olhadas por, mais ou menos, oito mil pessoas.
O Babaquara, como era conhecido Accioly, enviou a polícia para combater o movimento. Esta agiu com rigor, tendo ocasionado a morte de várias pessoas. A reação de Accioly causou revolta no povo fortalezense que armou-se com o que pôde para tirar o Babaquara do poder. Accioly resolveu então renunciar. O responsável pelas negociações foi o coronel gaúcho José Faustino, seu genro. A oposição aceitou a renúncia de Accioly desde que se cumprissem algumas condições, como:
- Accioly jamais seria candidato ao governo do Ceará
- Se comprometeria a não aceitar qualquer ajuda do Governo Federal para recolocá-lo no governo do estado
- Deixaria de imediato o Palácio da Luz e se abrigaria no Quartel da Inspetoria do Ceará aguardando o primeiro navio que o levasse junto com a família para o Sul
- Deixaria dois reféns: José Accioly e Graccho Cardoso, tutelados, mas com livre trânsito

## Exílio, morte do filho e morte de Nogueira Accioly
Deposto, é embarcado com a família, às pressas, para o Rio, num navio de cabotagem. Numa das escalas, Antônio Clementino de Oliveira, jornalista que havia sofrido tentativa de assassinato no dia 12 de julho de 1904 a mando de Nogueira Accioly, invade o navio, acompanhado de seu filho Francisco Clementino de Oliveira, para se vingar e matar o ex governador. Após um tiroteio morre Antônio e o primogênito do ex governador, Antônio Pinto Nogueira Accioly Filho. Ainda assim, Nogueira Accioly chega ao Rio, onde viverá até a morte, em 14 de abril de 1921. 
Nogueira Accioly era casado com Maria Teresa de Sousa Brasil, filha do Senador Pompeu, pai de:
- Tomás Pompeu Pinto Accioli
- José Pompeu Pinto Accioli, foi senador da República pelo Ceará
- Hildebrando Pompeu Pinto Accioli, embaixador,
- Olga Pompeu Pinto Accioly,
- Antônio Pinto Nogueira Accioly Filho,
- Branca Pompeu Pinto Accioly; mãe de Thomaz Pompeu Accioly Borges
- Benjamin Pompeu Pinto Accioly,